# Vazante
Vazante is een gemeente in de Braziliaanse deelstaat Minas Gerais. De gemeente telt 20.042 inwoners (schatting 2009).

## Aangrenzende gemeenten
De gemeente grenst aan Coromandel, Guarda-Mor, Lagamar, Lagoa Grande en Paracatu.